# Groupe Vilo
Le Groupe Vilo est un groupe d'édition français fondé en 1949. En 2018, le groupe a fait le choix de prendre le nom de l'une de ses marques d'édition : Ramsay. Le groupe Vilo est désormais dénommé groupe Ramsay. Vilo est un département éditorial du Groupe Ramsay.

## Histoire
Le groupe Vilo exerce à l'origine ses activités dans l'édition, la distribution et l'imprimerie. Le groupe a notamment assuré la distribution de soixante-dix maisons d'édition en France.[réf. nécessaire]
L'écrivain et éditeur belge André Versaille, fondateur des Éditions Complexe, vend les parts qu'il détient dans la société en 1999 au groupe Vilo.
Le groupe dépose le bilan en juillet 2004 et est repris par l'industriel Michel Scotto et l'imprimeur Dominique Stagliano.
En février 2013, l'entreprise Daudin Distribution a repris les activités de diffusion et de distribution et la marque d'édition et imprimerie est cédée à la société Édigroup.
La marque Vllo a été déposée, par Edigroup à l'institut national de la propriété industrielle le 1er septembre 2015 sous le numéro 4206460.
En juin 2017, Hervé Cordel, président du fonds d’investissement Financière Monceau, reprend à titre personnel la Société nouvelle éditions Vilo, holding propriétaire d’Edigroup.
Le 21 novembre 2018, EDIGROUP change de dénomination sociale pour devenir Ramsay Éditions. Ramsay est désormais la marque vitrine du groupe et Vilo un département éditorial de Ramsay.

## Structure juridique ancienne
- Etablissements Vilo (siren 612-330-022) mis en redressement judiciaire le 19 janvier 1993 et cédée le 28 août 1993[8].
- Vilo Distribution (siren 393-330-022) mis en redressement judiciaire le 13 janvier 2004 et cédée le 20 juillet 2004[9].
- Vilo International (siren 413-907-312) mis en redressement judiciaire le 17 février 2004 et cédée le 20 juillet 2004[10].
- Société nouvelle Editions Vilo (siren 478-057-565) crée le 13 mai 2014 et dirigée par Hervé Cordel est majoritaire d'Edigroup[11]

## Édition
Édigroup (dénommé Ramsay éditions depuis novembre 2018) détient quatorze maisons d'édition :
- Éditions du collectionneur,
- Les créations du Pélican,
- Éditions Complexe,
- L'Insolite,
- Ponchet - Plan net,
- Ramsay,
- Terrail,
- Vade Retro,
- éditions CPE,
- Marivole,
- Magazin Pittoresque,
- Vilo Éditions,
- Vilo Jeunesse.

## Imprimerie
Le groupe possédait des imprimeries d'art.